# Henri Jaccard
Henri Jaccard, né le 5 novembre 1844 à Échichens et mort le 13 juin 1922 à Lausanne, est un botaniste et scientifique vaudois.

## Biographie
Henri Jaccard enseigne dans divers établissements primaires et secondaires du canton de Vaud ainsi qu'en Égypte en 1864-1865 avant de devenir botaniste, auteur de très nombreuses études sur la flore, Henri Jaccard est nommé docteur honoris causa de l'université de Lausanne, à l'occasion du centenaire de la Société vaudoise des sciences naturelles.
Il s'adonne à la botanique et, occasionnellement à l'entomologie. Dès 1878, Henri Jaccard arpente le canton du Valais pour y récolter des plantes ; il communique ses observations dans de nombreux articles et dans son Catalogue de la flore valaisane (1895). Ses herbiers sont conservés au Jardin botanique de Lausanne et à l'Institut de géobotanique de l'École polytechnique fédérale de Lausanne. En 1906, il publie un Essai de toponymie romande.
Franc-maçon, il est membre fondateur et premier orateur de la loge Progrès et Vérité de Bex, fondée par le Directoire Suprême Helvétique Romand le 27 juin 1875 et passée à la Grande Loge suisse Alpina le 1er janvier 1877.

## Sources
- « Henri Jaccard », sur la base de données des personnalités vaudoises sur la plateforme « Patrinum » de la Bibliothèque cantonale et universitaire de Lausanne.
- Martin Kurz, « Henri Jaccard » dans le Dictionnaire historique de la Suisse en ligne. (avec liste des œuvres)
- A. Becherer, « L'œuvre de Henri Jaccard et l'état actuel de nos connaissances concernant la flore du Valais », in Bull. de la Murithienne, 55, 1937-1938, 51-59 photographie M. Kuhne, Aigle Patrie suisse, (A. B.) 1919, no 675, p. 187-189